# Asto Montcho
Asto Montcho, né Stéphane Montcho le 30 décembre 1975 à Épinay-sous-Sénart, (Essonne), est un acteur français.
Il est la voix française de RZA ou encore de l'acteur Winston Duke dans Black Panther et Avengers: Infinity War.

## Filmographie

### Cinéma

#### Courts métrages
- 2015 : Parisien, trentenaire, célibataire de Cédric Hi
- 2017 : Audition de Tamar Baruch

### Télévision

#### Série télévisée
- 2017 : Paris, etc. de Zabou Breitman

## Doublage

### Cinéma

#### Films
- Robert Fitzgerald « RZA » Diggs dans : 
  - G.I. Joe : Conspiration (2013) : Blind Master
  - L'Homme aux poings de fer (2013) : Thaddeus Henry Smith, alias l'Homme aux poings de fer
  - Brick Mansions (2014) : Tremaine Alexander
  - L'Homme aux poings de fer 2 (2015) : Thaddeus Henry Smith, alias l'Homme aux poings de fer
- Winston Duke dans :
  - Black Panther (2018) : M'Baku
  - Avengers: Infinity War (2018) : M'Baku
  - Black Panther: Wakanda Forever (2022) : M'Baku
  - The Fall Guy (2024) : Dan Tucker
- Shaquille O'Neal dans : 
  - Famille recomposée (2014) : Doug
  - Hubie Halloween (2020) : DJ Aurora
- Clifford « Method Man » Smith dans :
  - Paterson (2016) : Cliff Smith
  - Shaft (2019) : Freddie P
- 2003 : Coffee and Cigarettes : GZA (Gary « GZA » Grice)
- 2005 : Le Transporteur 2 : Max (Shannon Briggs)
- 2009 : Notorious : Christopher « The Notorious B.I.G. » Wallace (Jamal Woolard)
- 2009 : Thérapie de couples : le DJ d'Eden Est (Bronx Style Bob (en))
- 2010 : True Grit : Yarnell (Roy Lee Jones)
- 2011 : J. Edgar : voix additionnelles
- 2011 : Les Aventures de Tintin : Le Secret de La Licorne : voix additionnelles
- 2011 : The Green Hornet : Chili (Chad Coleman)
- 2011 : Footloose : Kegger D. J. (Jamal Sims)
- 2012 : Total Recall : Mémoires programmées : voix additionnelles
- 2012 : Contrebande : Tarik (Kevin Lucky Johnson)
- 2012 : StreetDance 2 : le rappeur d'ouverture (D-Lo)
- 2012 : Django Unchained : D'Artagnan (Ato Essandoh)
- 2013 : Twelve Years a Slave : voix additionnelles
- 2013 : Mandela: Long Walk to Freedom : voix additionnelles
- 2013 : Last Vegas : lui-même (Redfoo)
- 2013 : Le Majordome : Earl Gaines (David Banner)
- 2013 : Elysium : Manuel (Adrian Holmes)
- 2013 : Les Stagiaires : Sid (Eric André)
- 2013 : New York Melody : Troublegum (Cee Lo Green)
- 2013 : Arnaque à la carte : un policier de Winter Park (Antwan Mills)
- 2013 : Battle of the Year : lui-même (Kmel Howell)
- 2014 : The Equalizer : voix additionnelles
- 2015 : NWA: Straight Outta Compton : Tupac Shakur (Marcc Rose)
- 2015 : La Rage au ventre : Jordan Mains (Curtis « 50 Cent » James Jackson III)
- 2015 : Creed : L'Héritage de Rocky Balboa : Kévin « The Bank » Grier [Qui ?], un des cuistots de Max [Qui ?] et un motard [Qui ?]
- 2015 : The Night Before : lui-même (Baron Davis)
- 2015 : 007 Spectre : voix additionnelles
- 2015 : Seul contre tous : Andre Waters (en) (Richard T. Jones)
- 2016 : Joyeux Bordel ! : Joel (Sam Richardson)
- 2016 : Money Monster : le vigile de Money Monster (Grizz Chapman), André le vigile d'IBIS (Vernon Campbell) et le client du Blue Collar (Jamar Greene)
- 2016 : Whiskey Tango Foxtrot : le sergent Hurd (Sterling K. Brown)
- 2016 : Triple 9 : Smith (E. Roger Mitchell)
- 2016 : Miles Ahead : ? ( ? )
- 2016 : Warcraft : Le Commencement : Varis (Dean Redman (en))
- 2017 : Chocolate City : Vegas Strip : voix additionnelles
- 2017 : Spider-Man: Homecoming : Mr. Cobbwell (Tunde Adebimpe), l'employé de M. Delmar [Qui ?] et l'employé de nuit criant sur Spider-Man (Gary Richardson)
- 2017 : Baby Driver : Armie (Richard Marcos Taylor)
- 2018 : A Star Is Born : Noodles (Dave Chappelle)
- 2018 : Undercover : Une histoire vraie : ? (?)
- 2019 : Séduis-moi si tu peux ! : eux-mêmes (Shawn Stockman) et (Lil Yachty)
- 2019 : The Trap : Dutch (Mike Epps)
- 2019 : Dora et la Cité perdue : Viper (Christopher Kirby)
- 2020 : Òlòtūré (en) : ? (?)
- 2020 : Arkansas : Testament (Eric Walton)
- 2020 : Des vampires dans le Bronx : un habitant du Bronx [Qui ?]
- 2021 : Cendrillon : la fabuleuse marraine (Billy Porter)
- 2022 : Ambulance : Castro (Wale Folarin)
- 2022 : Parée pour percer (en) : ? (?)
- 2023 : Ils ont cloné Tyrone : « Dreads » (Kia Shine)
- 2025 : The Pickup : Chop Shop (Marshawn Lynch)
- 2025 : Y a-t-il un flic pour sauver le monde ? : le braqueur de banques (Busta Rhymes)

#### Films d'animation
- 2011 : Happy Feet 2 : Seymour[n 1]
- 2012 : Sammy 2 : le capitaine du chalutier
- 2012 : Les Pirates ! Bons à rien, mauvais en tout : voix additionnelles
- 2013 : Epic : La Bataille du royaume secret : Bufford[n 2]
- 2013 : Madagascar à la folie : voix additionnelles (court-métrage)
- 2015 : Bob l'éponge, le film : Un héros sort de l'eau : voix additionnelles
- 2017 : Tad et le Secret du roi Midas : voix additionnelles
- 2018 : Lego DC Super Hero Girls : Le Collège des super-méchants : Docteur Fate
- 2018 : Le Grinch : M. Bricklebaum[n 3]
- 2020 : Les Trolls 2 : Tournée mondiale : King Quincy[n 4] (dialogues)
- 2022 : Les Minions 2 : Il était une fois Gru : le motard[n 5]
- 2024 : Piece by Piece : Busta Rhymes[n 6]
- 2024 : Vaiana 2 : Nalo[1]

### Télévision

#### Séries télévisées
- Chad Coleman dans :
  - The Walking Dead (2012-2015) : Tyreese Williams
  - Arrow (2017) : Tobias Church
- 2010 : Cold Case : Affaires classées : Trey Newman (Fred Berry Jr)
- 2010 : Les Experts : Tenant (Ary Katz)
- 2010 : Grey's Anatomy : Todd Holmes (Roshawn Franklin)
- 2010 : NCIS : Los Angeles : Tiny (Georges Sharperson)
- 2011 : Breaking Bad : Chuck (Larry 'Tank' Jones)
- 2011 : Person of Interest : Teddy (Akintola Jiboyewa)
- 2012 : Drop Dead Diva : l'officier de police (Antwan Mills)
- 2012 : Sons of Anarchy : le propriétaire d'un chien de combat (Ezra Masters) (saison 5, épisode 13)
- 2015 : The Good Wife : ? (?)
- 2015 : Bloodline : Little Jack (Michael Beasley)
- 2015 : Ballers : Alonzo Cooley (Antoine Harris)
- 2015 : Empire : ? (?)
- 2017 : Sense8 : Githu (Lwanda Jawar) (2e voix, saison 2)
- 2017 : The Deuce : Reggie Love (Tariq Trotter)
- 2017 : Snowfall : ? (?)
- 2017 : Arrow : voix additionnelles
- 2018 : Black Lightning : ? (?)
- 2019 : Mindhunter : un auditeur lors du discours du maire Jackson [Qui ?]
- 2019 : iZombie : Howard (Jeff Joseph) (saison 5, épisode 11)
- 2019-2023[n 7] : Wu-Tang: An American Saga : Clifford Smith / Shotgun / Method Man (Dave East) (28 épisodes)
- 2021 : Sweet Tooth : Jimmy (Suli Moa) (saison 1, épisode 6)
- 2022 : Sandman : Agilieth (Marcus Fraser) (saison 1, épisode 3)
- 2022 : Better Call Saul : Huell Babineaux (Lavell Crawford) (2e voix - saison 6, épisode 3)
- 2023 : Mes premières fois : Dwight Howard (Dwight Howard) (saison 4, épisode 1)
- 2023 : Yoh! Christmas (en) : Simon (Tumisho Masha)
- 2024 : In Her Car (de) : Stas [Qui ?]
- 2025 : Government Cheese (en) : Bootsy (Bokeem Woodbine)

#### Séries d'animation
- 2020 : Miraculous : Les Aventures de Ladybug et Chat Noir : Mike Rochip
- 2021 : Invincible : Martian Man[2]

### Jeux vidéo
- 2020 : Cyberpunk 2077 : Placide
- 2022 : Dying Light 2 Stay Human : Spike
- 2022 : Call of Duty: Modern Warfare II : Zeus
- 2022 : Need for Speed Unbound : Obi
- 2023 : Meet Your Maker : Métamorph conseillé en gardes

## Voix off

### Publicités
- Fanta
- Nike
- Wii Sports Resort
- Milka (télévision)
- La Vache qui rit
- Skittles
- Just Eat

### Radio
- Hit and News
- La Française des jeux
- Malibu Coco
- Sprite